# Chamaelimnas cydonia
Chamaelimnas cydonia är en fjärilsart som beskrevs av Hans Ferdinand Emil Julius Stichel 1910. Chamaelimnas cydonia ingår i släktet Chamaelimnas och familjen Riodinidae. Inga underarter finns listade i Catalogue of Life.